# Conteo bacteriano
El conteo bacteriano señala la magnitud de la población total bacteriana. En ese sentido se puede determinar por diversas técnicas que se basan en algunos de los siguientes tipos de medida: cuenta celular (directamente al microscopio o mediante un contador electrónico de partículas o indirectamente con la cuenta de colonias), masa celular (en forma directa pesando el contenido celular del nitrógeno o indirectamente por turbidimetría, proporcional al número de células) y actividad celular (indirectamente relacionando el grado de actividad bioquímica al tamaño de la población bacteriana). Existen muchos medios diferenciales, en la práctica rutinaria se usan los siguientes:

## Tipos de conteo bacteriano

### Conteo en placa de petri
Método más usado para contar bacterias. Se prepara un caldo de cultivo, el cual posteriormente se vierte en las placas de petri. Dependiendo del tipo de sembrado, puede que la muestra se encuentre incorporada en el agar (Pour method) o puede que la muestra se disperse sobre el agar gelificado (Spread method). Es de suponerse que cada célula o grupo de células presentes en la muestra se reproducirá en sus múltiples alrededores para producir "colonias de células" separadas en el agar. Cada colonia es llamada unidad formadora de colonias (UFC). Es importante considerar un número limitado de colonias pues de no ser así, éstas pueden sobrepoblarse y dificultar el conteo de las mismas (rango sugerido de acuerdo a FDA 25-250 colonias). El conteo se facilita utilizando un contador de colonias.
Este método es deseable porque arroja el total de células viables (solo células vivas); en contraste con el conteo microscópico y el conteo de peso seco. 
Una desventaja radica en el tiempo que requiere para producir las colonias, ya que se necesitan como mínimo 24 horas o más. Por otra parte, no es cien por ciento fiable porque generalmente las colonias crecen unidas en cadenas o en grupos.

### Conteo por filtración
Es realizado cuando la cantidad de bacterias es muy pequeña, como en casos de lagos y arroyos relativamente puros. En esta técnica se necesitan al menos 100 mL de agua que atraviesen una membrana delgada de un filtro, con poros tan pequeños que no permitan el paso de bacterias, de esta forma éstas son retenidas en la superficie del filtro.
Posteriormente el filtro es transferido a una caja de petri que cuenta con un caldo nutritivo, en la cual las colonias surgen de las bacterias en la superficie del filtro. Las colonias bacterianas formadas por este método son distintivas cuando ocupan un medio diferencial.
Este método es aplicado frecuentemente en la detección y enumeración de bacterias coliformes, las cuales son indicadores de contaminación fecal en la comida o en el agua.

### Método del número más probable (NMP)
Es una técnica de estimación estadística basada en el hecho que a mayor número de bacterias en una muestra, mayor será la dilución necesitada para reducir la densidad hasta el punto en que ninguna bacteria se le permita crecer en la serie de tubos de dilución. Muestras microbianas son añadidas a tubos con caldos de lactosa y la presencia o ausencia de gas formado en la fermentación y da un estimado de número de células. 
Este método es más útil cuando las bacterias que están siendo contados no crecerán en medios sólidos, como en el caso de las bacterias nitrificantes quimioautótrofas. También es útil cuando el crecimiento de la bacteria es en un medio líquido diferencial, usado para identificar microbios, como en bacterias coliformes. 
El NMP es la única afirmación en la cual existe 95% de probabilidad que la población bacteriana sea de rango correcto, siendo el número estadístico más probable.

### Determinación directa pormicroscopio
Las células se pueden contar en un frote teñido, como es el caso del Método de Breed, colocando en la preparación un volumen conocido de la suspensión de células sobre un área conocida del portaobjetos. Después de haber fijado y teñido el frote, es posible contar con un microscopio las bacterias.
Como no es práctico recorrer toda el área, se cuenta el número de células en unos cuantos campos microscópicos seleccionados al azar. Si el diámetro del campo microscópico se mide con micrómetro objetivo, se puede calcular fácilmente el área, entonces el número de campos en 1 cm² se multiplicará por el promedio del número de células por campo y después por 100 (si se vierte 0.01 mL) el resultado será igual al número de células por mililitro. 
Este método es susceptible a muchas críticas debido a su falta de uniformidad al momento de hacer el frote.

### Método de turbidez
Para algunos experimentos, es necesario estimar turbidez, ya que es una forma práctica de monitorizar el crecimiento bacteriano. Como una bacteria se multiplica en un medio líquido, éste se torna turbio o de aspecto nublado por las células. 
El instrumento usado para medir la turbiedad es un espectrofotómetro (colorímetro). En el espectrofotómetro, un haz de luz es transmitido a través de la suspensión bacteriana a un detector sensible a la luz. 
Mientras incremente el número de bacterias, menor será la luz captada por el detector. Este cambio en la luz se registrará en la escala del instrumento como el porcentaje de transmisión. También se registra una expresión logarítmica llamada absorbancia (algunas veces nombrada densidad óptica), un valor derivado del porcentaje de transmisión que puede ser reportado. 
Más de un millón de células por mililitro deben estar presentes para que la primera señal de turbidez sea visible. Aproximadamente de 10 millones a 100 millones de células por mililitro son necesitadas para hacer una suspensión suficientemente turbia para leer en el espectrofotómetro.
La turbidez no es útil para medir contaminación en líquidos por la pequeña cantidad relativa de bacterias.

### Determinación del peso seco en las células
Es el método más directo para las mediciones cuantitativas de la masa celular y probablemente el más fácilmente realizable y reproducible, aunque se debe aplicar solo en suspensiones celulares muy densas y las células deben ser lavadas muy bien para removerles todo material extra.
Se utiliza para bacterias filamentosas y mohos. En este proceso, el fungus es removido del medio de crecimiento, filtrado para remover material extraño, drenado en un secador y después es pesado.